# Tropidoscinis namwambae
Tropidoscinis namwambae är en tvåvingeart som beskrevs av Curtis W. Sabrosky 1951. Tropidoscinis namwambae ingår i släktet Tropidoscinis och familjen fritflugor.
Artens utbredningsområde är Uganda. Inga underarter finns listade i Catalogue of Life.